# I. Theodosius római császár
I. Theodosius,  eredeti nevén Flavius Theodosius, görögül: Μέγας Θεοδόσιος (Cauca, Galicia, a mai Spanyolországban, 347. január 11. – Mediolanum, a mai Milánó, 395. január 17.)  a Római Birodalom utolsó egyeduralkodója volt, a történelemírás a Nagy Theodosiusként is ismeri.
A hadviseléssel már fiatalon, édesapja mellett megismerkedett, akit szintén Flavius Theodosiusnak hívtak és I. Valentinianus római császár hadvezére volt. 379-ben már a Római Birodalom keleti részének kormányzója  Gratianus császár jóvoltából. Ezután több éven keresztül együtt uralkodott I. Valentinianus fiaival, Gratianusszal és II. Valentinianusszal. 380-ban kiadott vallási rendeletével (→ thesszaloniki ediktum) államvallássá tette a nikaia–konstantinápolyi hitvallás szerinti kereszténységet. A birodalom megvédése érdekében 382-ben szövetséget kötött a vizigótokkal, akiknek engedélyezte a letelepedést is. 388-ban legyőzte a 383. óta ellencsászár Magnus Maximust. 387-től vallási kérdésekben Szent Ambrus mediolanumi püspök nézeteinek hatására és befolyására egyre keményebb intézkedéseket hozott a pogányokkal szemben. 390-ben a thesszaloniki vérengzés miatt nyilvános penitenciára kényszerült. 394. őszétől egyedüli császárként újraegyesítette a birodalom két részét, miután legyőzte Flavius Eugenius ellencsászárt. 395-ben azonban váratlanul meghalt, de halála előtt ismét megosztotta a birodalmat nyugati és keleti részre, két fia, Honorius és Arcadius között.

## Családja

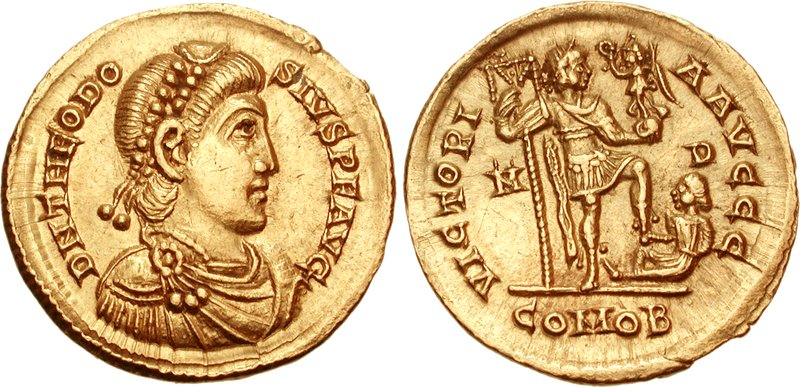
Theodosius egy érméje. Köriratai: DN THEODO SIVS SPF AVG és VICTORI A AVCCC

Első felesége, Aelia Flaccilla Augusta valószínűleg hispániai volt. Két fiuk volt, Arcadius és Honorius, és egy lányuk, Aelia Pulcheria. Arcadius a birodalom keleti felében volt a császári örökös, Honorius nyugaton. Aelia Flaccilla és Pulcheria is meghaltak 385-ben.
Második feleségét, Gallát (I. Valentinianus császár és Justina lányát) sosem nyilvánították Augustává (császárnévá). Theodosius és Galla három gyermeke közül csak Galla Placidia (392–450) érte meg a felnőttkort. Első fiuk, Gratianus gyermekkorában meghalt, a második fiú pedig anyjával együtt születésekor halt meg 394-ben.

## Út a hatalomig
Hispániában, Galicia provincia Cauca nevű településén – mai neve Coca –  született 347.január 11-én. Gazdag családból származott, apja I. Valentinianus császár hadvezéreként 369-375 között magister equitum rangban szolgált és nagyobb birtoka volt Caucában. Anyját Thermantiának hívták. Nagyszülei az apai ágról, valamint az apja is már nicaeai keresztények voltak. Egy Honorius nevű fiútestvére volt, akinek a lányát, Serenát később I. Theodosius adoptálta, s aki Flavius Stilichóval – Theodosius barbár hadvezérével – kötött házasságot, aminek révén a későbbiekben állítólag nagy befolyásra tett szert.
I.Valentinianus 369-ben az idősebb Theodosiust küldte Britanniába, hogy elfojtsa a piktek és a skótok lázadását. Az ekkor 22 éves I. Theodosius is elkísérte az apját, majd 370-ben a Rajnánál az alemannok, 372-373-ban a Duna mentén a szarmaták ellen hadakozott apjával együtt. Apját még 373-ban átvezényelték Afrikába, a trónbitorló Firmus és a maurusok lázongásának leverésére. Idősebb Theodosius a lázadást leverte, Firmus öngyilkos lett.
I. Theodosiust – vélhetően apja befolyásának is köszönhetően – 374-ben az Alsó-Duna melletti Moesia katonai parancsnokává (dux Moesiae superiors, később Moesiae primae) léptették elő. Ezzel a Balkánon egy saját katonai körzethez jutott. A 27 éves Theodosius felnőtt a feladathoz. Pannoniában legyőzte a Dunát átlépő szarmatákat, s ezzel bizonyította parancsnoki képességeit és katonai tekintélyre tett szert.
375-ben meghalt I. Valentinianus, s utóda a fia, Gratianus lett. Egy germán tisztekből álló csoport ugyanekkor elrabolta I. Valentinianus másik fiát, a  négyéves II. Valentinianust és kikiáltotta a gyermeket társcsászárnak. Ez a csoport vádolta meg az idősebb Theodosiust felségárulással, akit a vád alapján elítéltek és 376-ban kivégeztek. Nagy Theodosius – nyilván az eseményektől nem függetlenül – ekkor feladta katonai karrierjét és visszavonult szülőhelyére, a családi birtokra.  Az ifjú Theodosius még ebben az évben feleségül vett egy Aelia Flacilla nevű vidéki nemes lányt, aki 377-ben hozta világra idősebb fiúkat, Arcadiust. Egyébként Theodosius birtokának az igazgatásával foglalkozott. Helyzetét azonban gyökeresen megváltoztatta a rómaiak hadrianopolisi csatavesztése 378. augusztus 9-én, mely ütközetben meghalt Valens is, a Birodalom keleti része fölött uralkodó császár. A csatában a római sereg kétharmada megsemmisült, a Balkán nyitva állt a gótok előtt, akik a terület fosztogatásához kezdtek. A katasztrófa után Gratianus visszahívta Theodosiust Hispániából, mert látta, hogy egyedül képtelen a helyzetet Keleten megoldani. Gratianus döntésének legvalószínűbb okaként a történészek jó része azt említi, hogy a császár rátermett, tehetséges és római származású tábornokot akart kinevezni a keleti csapatok élére, hisz a társcsászár II. Valentinianus még gyermek volt és nem jöhetett szóba mint hadvezér.
378 őszén Theodosiust Gratianus magister militummá léptette elő. Theodosius hamar sikereket is ért el a szarmaták ellen Pannóniában, akik újból átlépték a Dunát. A Trákiában és Moesiában letelepedett barbárokat azonban ő sem tudta a Duna mögé szorítani. Az elért katonai sikerek mégis jelentősek voltak. S vannak, akik szerint Theodosius ezek nyomán saját magát kiáltotta ki császárnak és így formailag trónbitorlóvá vált. Az események pontos rekonstruálása azonban nem lehetséges. A tény az, hogy 379. jan. 19-én Sirmiumban Gratianus a keleti részek augustusává nyilvánította Theodosiust, bár formailag Gratianus maradt a senior Augustus, s így Theodosius felettese. Jogilag II. Valentinianus is Theodosius fölé volt rendelve. Az új császár ténylegesen azokat a területeket kapta meg, amelyeket korábban Valens kormányzott.

## A hatalomban

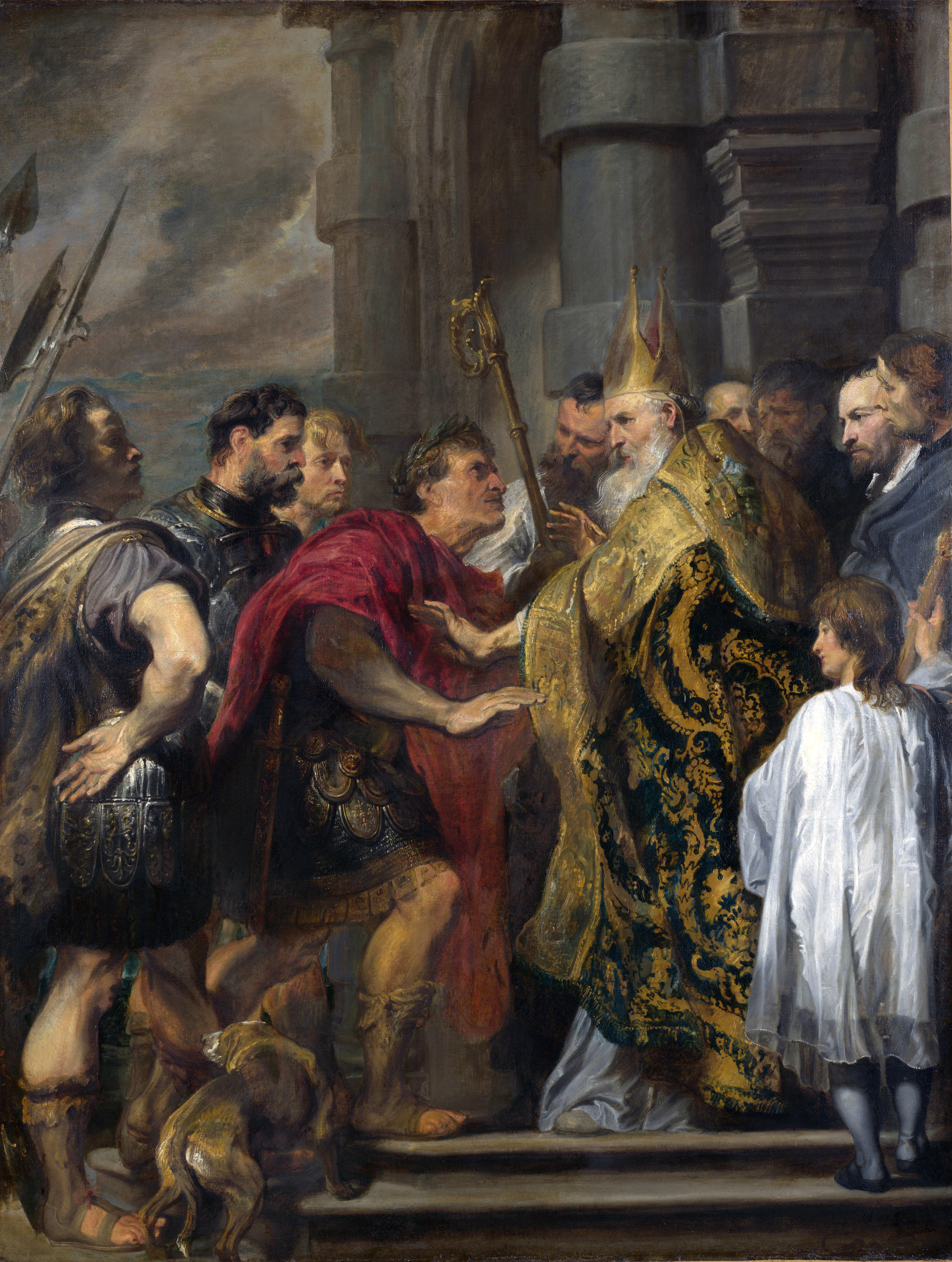
Anthony van Dyck: Szent Ambrus püspök megtiltja Theodosius császárnak a szentmisén való részvételt

I. Theodosius politikáját és ennek megfelelően intézkedéseit három vezérelv köré lehet csoportosítani:
1. A birodalom védelme a külső fenyegetésekkel szemben. A cél megvalósítását a gótokkal és a perzsákkal szembeni politikája szolgálta.
2. A birodalom szellemi, kulturális egységének megteremtése. Ennek eszköze volt vallási politikája.
3. Az egységes belső irányításra való törekvés. Ezt szolgálta az egyeduralom megszerzése a gótok segítségével.

Stratégiai okokból I. Theodosius székhelyét Thesszalonikiben rendezte be és nagy lendülettel fogott hozzá birodalmán belül a biztonság megteremtéséhez. Ehhez a személyes indítékon kívül a fentebb említett politikai célok elérésének szándéka is ösztönözte. A belső szellemi és kulturális erők egyesítését célozta 380. február 27-én kiadott vallási rendelete, melyben államvallásá nyilvánította a kereszténységet. A császár e híres, Thesszalonikében kibocsátott edictumán kívül számos további vallásügyi rendeletet alkotott, melyek az eretnekek, a zsidók és a pogányok helyzetét szabályozták, s melyek szövegét a Codex Theodosianus őrizte meg számunkra. (E császári rendeletgyűjtemény 429. és 438. között Nagy Theodosius unokájának, II. Theodosiusnak a parancsára készült, s róla kapta nevét.)
I. Theodosius rendeletében elhatárolódva az eretnekmozgalmaktól csak azoknak engedélyezte a katolikus keresztény elnevezés használatát, aki elfogadták a Szentháromságot, ahogy azt az első nikaiai zsinat 325-ben meghatározta.  A személyes indíték pedig valószínűsíthetően onnan fakadt, hogy 379. őszén I. Theodosius a tábori élet viszontagságai között súlyosan megbetegedett. Nagy betegen 380-ban vette fel a kereszténységet, s felépülését ennek tudta be. Ettől az időtől kezdve azonban ellenséges indulattal viseltetett nemcsak az arianusok, hanem a pogány rómaiak iránt is. Betegsége idején a gótok újult erővel indítottak támadást a Birodalom ellen. Nikopoliszt és Mursát ( a mai Eszék) megadásra kényszerítették és egészen Görögországig nyomultak. Gratianus nem tudott a szorongatott I. Theodosius segítségére lenni, mivel neki a vandálok támadása ellen kellett védekeznie. Nagy Theodosius a belső vallási egység erősítése céljából 381-ben az általa összehívott első konstantinápolyi zsinaton elérte a Nikaia–konstantinápolyi hitvallás dominanciáját. Majd az egységes vallás támogatásával, a gótok között időközben keletkezett belső viszályt kihasználva, ugyanakkor a gót fenyegetés súlyosságát és saját katonai erejének gyengeségét felmérve, 382. október 3-án szerződést kötött a gótokkal.

## A gót szerződés

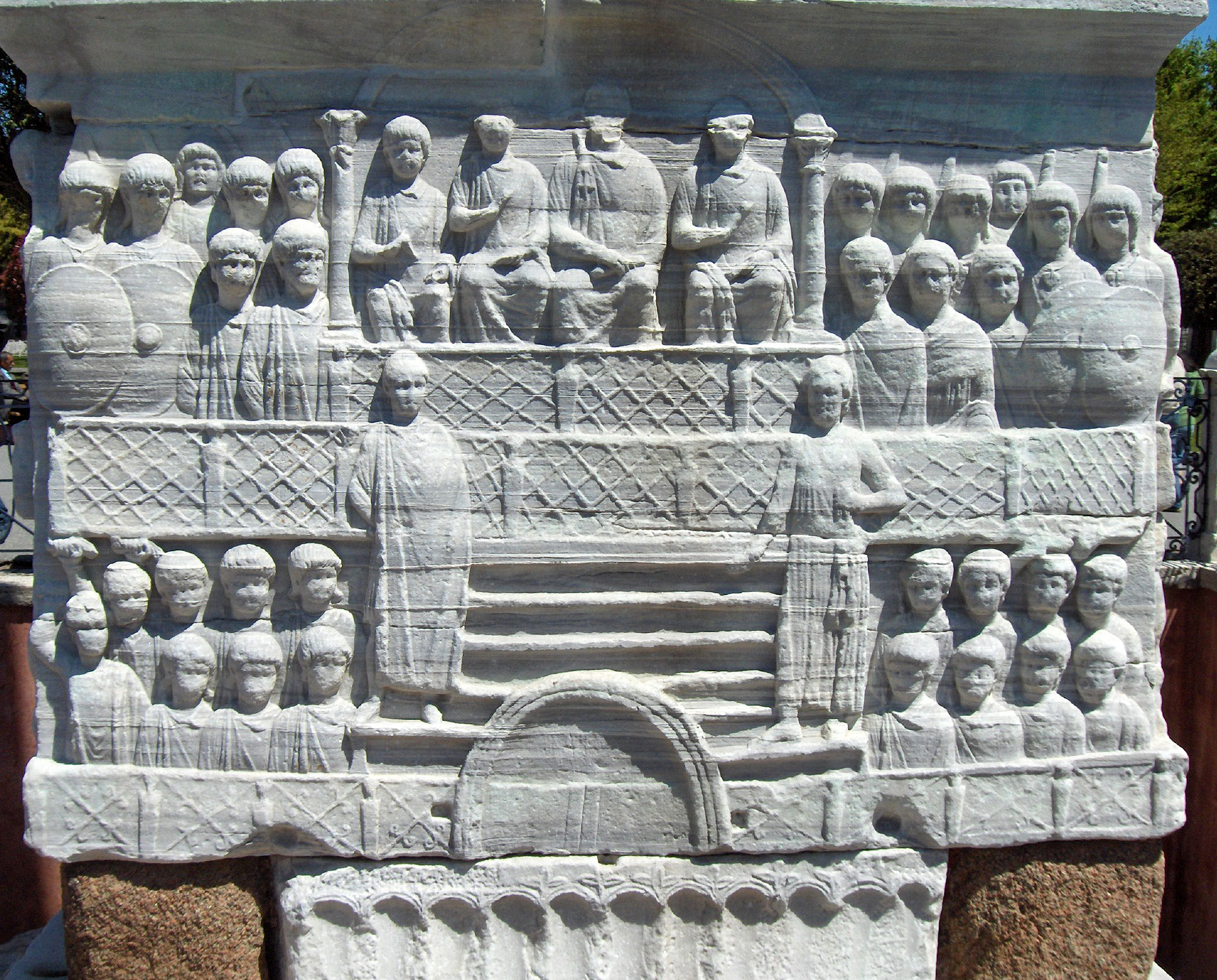
Theodosius udvara, Isztambul, Törökország

A szerződésben I. Theodosius a gótokat szövetségeseinek ismerte el. Engedélyezte letelepedésüket a Dunától délre Thraciában és Macedoniában. A gótok cserében kötelezettséget vállaltak a katonai segítségnyújtásra. A szerződést a legtöbb történész a római történelem fordulópontjának tartja. (Ugyanakkor egyes szakértők a szerződés tényét is kétségbe vonják, mivel arról először csak az események után 200 évvel Iordanes tesz említést.)
A hagyományos nézet szerint a gót szerződésnek különös jelentőséget a következő megállapítások adnak:
- A korábbi időkben a legyőzött germánok csak alávetett státuszt kaptak a birodalmon belül és a személyes szabadságon kívül nem rendelkeztek kollektív jogokkal.
- A szövetséges gótok 382-től a letelepedéssel római polgárjogot nyertek, de római polgárokkal mégsem léphettek házasságra.
- A gótok által lakott terület továbbra is a Római Állam fennhatósága alá tartozott, de a gótok autonómiát kaptak.
- A gótok kötelesek voltak háború esetén a katonai szolgálatra a római hadsereg kötelékében, de saját parancsnokaik vezetésével.

A főparancsnokságot római származású tisztek alkották.
A gótoknak nyújtott nagy engedmények ellenére a szerződés megerősítette a Birodalom védelmi képességét, amire elsősorban I.Theodosius törekedett. Ez a megállapítás akkor is helyénvaló, ha hozzátesszük, hogy a szerződésnek a későbbiekben számos hátrányos következménye volt és a Birodalom számára nagy anyagi terhet jelentett. S a megállapodást semmiképpen sem lehet a Római Birodalom végleges hanyatlása és megszűnése felé tett első lépésként értékelni. A szerződéssel I. Nagy Theodosius tulajdonképpen a ténylegesen fennálló viszonyokat ismerte el. A gótokat a Birodalomból már nem lehetett kiűzni. A császár az egyezmény megkötésével legalább ideiglenesen nyugalmat teremtett és pótlólagos katonai erőre tett szert, bár ettől kezdve a germánok alkották hadseregének fő erősségét. A sereg ellátására pedig 383-ban szigorú adórendelet hozott.

## A Birodalom konszolidálása

A Római Birodalom területének kialakulása
Római Köztársaság
Római Császárság
Nyugatrómai Birodalom
Keletrómai Birodalom

383-ban a britanniai légiók vezére Magnus Maximus felkelt Gratianus ellen, kinek magatartása –tudniillik, hogy inkább alán származású tisztekkel vette körül magát rómaiak helyett – elégedetlenséget szított a légiók katonái között. A légiók által kikiáltott ellencsászár, Magnus Maximus ellen vonuló Gratianust csapatainak nagy része elárulta a mai Párizs közelében, és átállt Maximushoz. Gratianust aztán menekülés közben Lyonban meggyilkoltak. A perzsák újabb támadása I. Theodosiust megakadályozta, hogy Gratianus segítségére siethessen, mivel a perzsák elleni hadjárat előkészítésével volt elfoglalva. Ezért és abból a célból, hogy a Itáliát és Afrikát Gratianus öccse, II. Valentinianus részére biztosítsa, kiegyezett Maximusszal, akinek így a nyugati részek többi része jutott. Maximus számára is kielégítő volt ez a megoldás, mivel Galliával és Hispániával volt elfoglalva és Itáliára egyelőre nem is gondolhatott.
I. Theodosius a következő években a Birodalom keleti része kormányzásának szentelte magát. Fellépett a hivatalnokok mindennapi korrupciójának visszaszorításáért. A gazdasági helyzet lényeges javítását és az adóügyek területén átütő reformokat azonban nem sikerült elérnie. Az igazságszolgáltatásban azonban a büntető törvényszéki eljárásokat határnap kitűzésével gyorsította, az esetleges császári kegyelem elnyerése céljából pedig elrendelte, hogy a császár által elrendelt büntetéseket csak 30 nap múltával hajtsák végre.
384-ben megállapodásra jutott III. Sapúr perzsa uralkodóval. A szerződésben felosztották egymás között Armeniát, melynek 1/5-e jutott Rómának, s egy időre a Római Birodalom keleti határát nem veszélyeztette ellenséges támadás. Innentől a Birodalom életében egy viszonylag békésebb időszak következett – Konstantinápoly ekkor vált végérvényesen a Birodalom keleti részének központjává. Lakosainak száma elérte a 250 000 főt. Kibővítették a várost körülvevő erődrendszert, paloták épültek és kiépült mindenekelőtt a Fórum Tauri (Forum Theodosii). Ezeken kívül Konstantinápoly neki köszönheti az úgynevezett aranykaput, a basilica Theodosianát, egy fürdőt, színházat, a csatornát és a mólót. Egyiptomból egy obeliszket is hozatott. A kultúra területén új virágkorát élte az irodalom és a képzőművészet. A város „főiskolája” világszínvonalú volt.  I.Theodosius nem gátolta a pogány tudósok, művészek tevékenységét sem, akik ehhez a virágzó szellemi élethez hozzájárultak.
A békésebb időszakot rövid időre 385-ben egy újabb gót betörés zavarta meg, akik átkeltek a Dunán, de aztán I. Theodosius őket is békés letelepedésre bírta rá.

## Az egyeduralom megszerzése

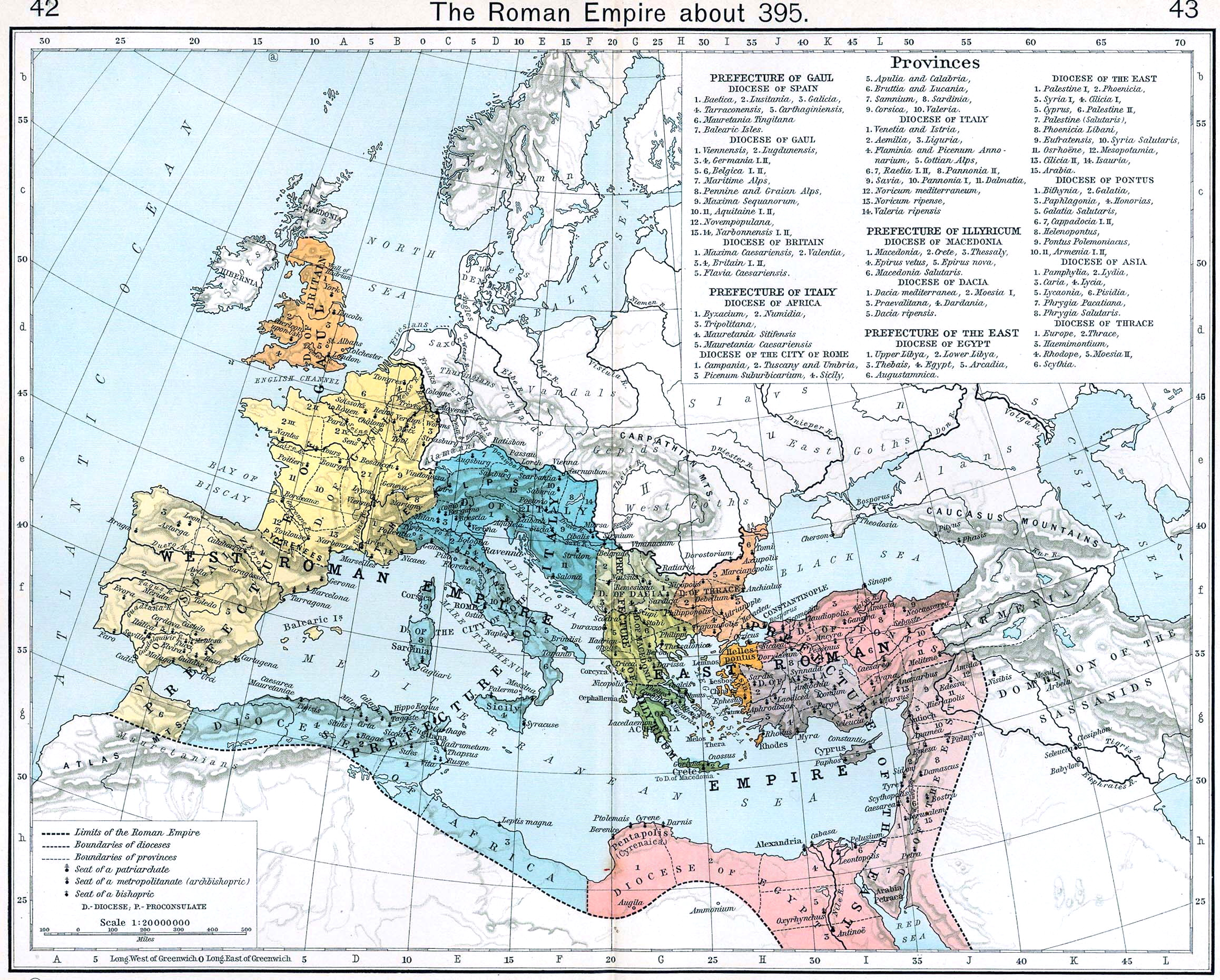
A Római Birodalom területe 395-ben I. Theodosius római császár halálának évében

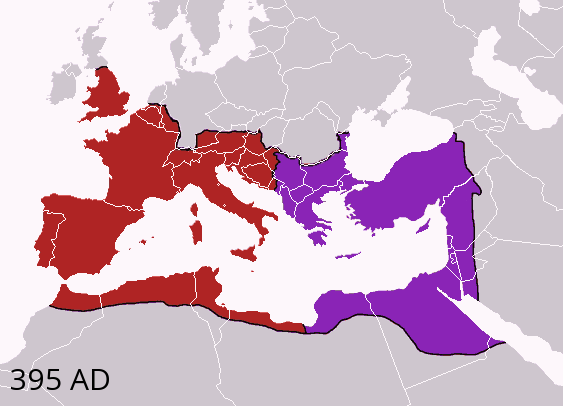
I. Theodosius a Római Birodalom utolsó császára 395-ben váratlanul meghalt, de halála előtt megosztotta a birodalmat a két fia között nyugati és keleti részre, ekkor létrejött két új birodalom.
Arcadius a Keletrómai Birodalom császára,
Honorius a Nyugatrómai Birodalom császára lett.

387-ben Alexandria és Antiokheia lakói fellázadtak a rómaiak ellen. I. Theodosius az előbbit keményen, míg az utóbbit enyhén büntette. Maximus időközben a vallási kérdést felhasználva, mint a katolikus hit védelmezője támadt rá Itáliára és az ariánusokhoz húzó II. Valentinianusra, aki Thesszalonikibe menekült I. Theodosiushoz. A földönfutóvá lett II. Valentinianus, valamint annak anyját és húgát Nagy Theodosius szívesen fogadta, de segítségnyújtásának feltételt szabott, mégpedig a menekültek újból keresztény hitre térését. Miután ők ennek eleget tettek, Theodosius feleségül vette Gallát, II. Valentinianus húgát, majd megindította hadjáratát Maximus ellen. Sziszeknél, aztán Pettau és Laibach mellett is megütköztek a seregek, mígnem Aquilejánál Nagy Theodosius döntő győzelmet aratott, s az elfogott Maximust 388. júl. 28-án megölette.
Ezután a birodalom nyugati részeit névleg kiskorú sógorára ruházta, valójában azonban a tényleges hatalmat ő gyakorolta. 391. nyarán Theodosius császár visszatért Konstantinápolyba és rendszeres üldözést indított az ariánusok és a pogányok ellen. 392. május 15-én vienne-i palotájában felakasztva találták II. Valentinianust. Halálának körülményei nem egyértelműek, de a legvalószínűbb az, hogy Gallia kormányzója, Arbogasztész ölte meg, Ezután Arbogasztész egyébként felkérte Nagy Theodosiust, hogy jelöljön új császárt II. Valentinianus helyére. Ám mivel ez nem történt meg, Arbogasztész csapatai egy szónokot, Eugeniust – Arbogasztész tulajdonképpeni bábját – kiáltották ki császárrá.
Eugenius megegyezett a pogány szenátorokkal, mivel a katolikus püspökök a milánói püspök, Szent Ambrus vezetésével megtagadták vele az együttműködést. A kezdeti vonakodás után Nagy Theodosius is elutasította a megegyezést Eugeniusszal, aki igyekezett császárságát elismertetni Theodosiusszal még annak az engedménynek az árán is, hogy elfogadta Theodosius császárságának felsőbbrendűségét. Ennek jele, hogy 393-ig az Eugenius által kibocsátott pénzérméket Theodosius arcképével verték. Az Eugenius fennhatósága alatt lévő Itáliában és Galliában újfent megerősödtek a pogány irányzatok, melyek a kereszténység visszaszorításán munkálkodtak, sőt félő volt, hogy Africa provincia is elpártol. Ezért Theodosius hadjáratra szánta el magát. 394. tavaszán benyomult Itáliába, a Frigidus folyónál lévő Aquileia (ma Vipava a szlovén–olasz határvidéken) közelében lezajlott ütközetben az ellenséget megfutamította, s a foglyul ejtett ellencsászárt megölette.
A kereszténység győzedelmeskedett a régi istenek felett ezért a csatát a keresztények istenítéletnek tartották. A valóság azonban az, hogy mindkét seregben egyaránt harcoltak keresztények és pogányok. A császárgyilkos Arbogasztész öngyilkos lett a csata után, kardjába dőlt. A nyugatrómai seregek legjobb egységei elpusztultak, mely veszteség a későbbiekben pótolhatatlan lett. Az események következtében viszont I. Nagy Theodosius lett utoljára a Római Birodalom egészének egyedül hatalmon lévő császára, aki az egységet azzal is erősíteni akarta, hogy Eugenius katonái közül azoknak, akik hajlandóak voltak neki szolgálni, megkegyelmezett, sőt a győzelmi zsákmányból is juttatott nekik. Továbbá kiegyezett a szenátus azon csoportjaival is, melyek korábban a keresztényellenes restaurációt támogatták.

## Vallási politikája
380-ban kiadott „Cunctos populos” kezdetű rendeletének szövege. A latin nyelvű szöveg a Codex Theodosianusban (CTh 16,1,2) és – kis rövidítéssel a Codex Iustinianusban (C. 1,1,1) olvasható:
„Gratianus, Valentinianus és Theodosius császárok edictuma Konstantinápoly lakosságához. Megparancsoljuk, hogy mindazok a népek, amelyek a mi kegyelmes kormányzatunk uralma alatt állanak, abban a vallásban éljenek, amelyet a hagyomány szerint Szent Péter apostol adott át Róma népének, s amely azóta is töretlenül él napjainkig: az a hitvallás ez, amelyet Damasus pápa és Péter, Alexandria püspöke, az apostoli szentségű férfiú is helyesnek tart. Tehát: mindenkinek hinnie kell az apostoli hitvallás és az evangéliumi tanítás értelmében az Atyának, Fiúnak és Szentléleknek egységesen isteni voltát, egyenrangú méltóságát és szent hármasságát. Meghagyjuk, hogy akik ezt a hitvallást követik, a katolikus keresztények nevét viselhetik, a többiek azonban, akiket eszteleneknek és őrülteknek ítélünk, az eretnek hitvallásuknak megfelelő gyalázatos nevet viseljék, gyülekezeteik nem nevezhetik magukat ecclesiáknak, és egyelőre az isteni bosszúnak adjuk át őket, de majd, amidőn isteni sugallatból erre utasítást kapunk, magunk is gondoskodunk megbüntetésükről.”
 Mivel a katolikus államvallás szilárdságát leginkább az eretnekségek veszélyeztették, a császár az eretnekekkel szemben lépett fel a leghatározottabban. Megtiltotta, hogy az eretnekek templomokat építsenek, s a már meglévő templomaikat elkobozta az állam vagy a katolikus gyülekezetek számára. Azt is megtiltotta, hogy az eretnekek magánházakban gyűljenek össze, s azokban végezzék istentiszteleteiket. Ezenkívül az eretnekeket megfosztotta végrendelkezési és végrendeleti öröklési képességüktől. Sokakat vagyoni büntetéssel sújtott, és számos eretneket kiutasított a városokból. Megtiltotta a keresztények és a pogányok, valamint a rokonok közötti házasságot. Halálbüntetést azonban nem alkalmazott. A szankciók célja elsősorban a javítás volt: a császár arra törekedett, hogy az eretnekeket rászorítsa a katolikus hitre való áttérésre, s ha ez nem sikerült, az engedetleneket eltávolíttatta a városokból. A legtöbb problémát az ariánusok okozták, akiket a birodalom nyugati részében az uralkodóház is támogatott: Justina, II. Valentinianusnak, a négyévesen trónra került nyugatrómai császárnak (375–392) az anyja, maga is az ariánus hitet vallotta, s állandó harcban állt Szent Ambrussal, Milánó (Mediolanum) katolikus püspökével. 386-ban II. Valentinianus az arianusok védelmében ki is adott egy türelmi rendeletet.
A zsidókkal szemben Theodosius rendkívül toleránsan viselkedett. Egyik rendeletében világosan kimondta, hogy a zsidó vallás gyakorlását semmiféle törvény nem tiltja. Igaz, hogy azokat a keresztényeket, akik 388-ban a szíriai Callinicumban a püspökük biztatására felgyújtották a helyi zsinagógát, végül is – Szent Ambrus kérésére – nem büntette meg, az eset után mégis kiadott egy rendeletet, melyben szigorúan megtiltotta, hogy a jövőben bárki hasonló tettre vetemedjen.
Uralkodásának első szakaszában Theodosius a pogányokkal szemben is nagyfokú türelmet tanúsított. Csupán a pogány áldozatbemutatást és a jóslást tiltotta meg, a többi pogány vallási szertartás végzését nem gátolta. A pogány templomokat nem záratta be, s a pogányok továbbra is összegyűlhettek vallási célból. A pogány istenek szobrait nem az államvallást sértő bálványoknak, hanem csupán művészi alkotásoknak tekintette. A pogány kultúra ellen egyáltalán nem lépett fel, a pogány költők, szónokok és filozófusok szabadon folytathatták tevékenységüket. Nem csoda, hogy a pogány szerzők általában rendkívül pozitívan értékelték Theodosius valláspolitikáját. A császár e toleráns magatartásával valószínűleg arra törekedett, hogy biztosítsa a maga számára annak a római arisztokráciának a támogatását, melynek jelentős része még pogány volt.
391-ben a császár valláspolitikája radikálisan megváltozott: ettől az időponttól kezdve több rendeletet is kibocsátottak, melyek a pogány istentisztelet valamennyi formáját szigorúan betiltották; semmiféle pogány rítust, vallási szertartást nem volt szabad tovább végezni. Fargnoli szerint az ókori olimpiai játékok is e tiltó rendeletek nyomán szűntek meg.
E valláspolitikai fordulat többek között azzal magyarázható, hogy a császár 387-től egyre inkább Szent Ambrus hatása alá került. Azt, hogy a császár valóban alávetette magát a milánói püspök akaratának, jól példázzák a 390-ben történt híres események. Ebben az évben Thesszalonikében a katonaság egy helyi lázadás leverése után a császár parancsára megtorlásul szinte az egész lakosságot lemészárolta. Amikor Ambrus a vérengzésről tudomást szerzett, kijelentette, hogy Theodosius mindaddig nem léphet be a templomba, s nem járulhat a szentségekhez, amíg nyilvánosan bűnbánatot nem gyakorol. A császár meghajolt a püspök akarata előtt, és 390 karácsonyán Milánóban nyilvánosan bűnbánatot tartott. Ez az esemény bizonyította, hogy a diadalmaskodó keresztény egyház a befolyását kiterjesztette az állam hatalmi körére is.

## Halála és utódai

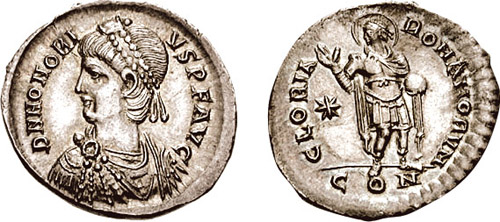
Flavius Honorius római császár érméje. Köriratai: D N HONORI-VS P F AVG és GLORIA ROMANORVM

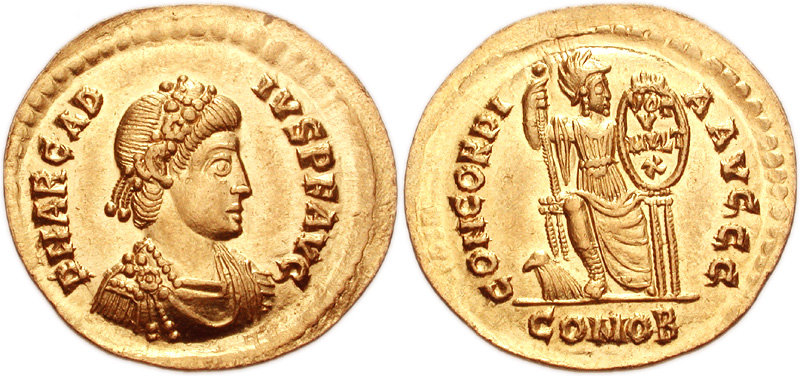
Flavius Arcadius bizánci császár érméje Köriratai: D N ARCAD-IVS P F AVG és CONCORDI-A AVGGG VOT/V/MVLT/X COMOB

I. „Nagy” Theodosius nem sokáig vezethette az egységes birodalmat. 395. január 17-én hirtelen – valószínűleg szívbajban – meghalt. Halálos ágyán azonban a birodalmat még felosztotta két fia között. Idősebbik fiának, Arcadiusnak, akit már hatéves korában (383-ban) megtett augustusnak, a keleti provinciákat hagyta, s így létrejött a Keletrómai Birodalom. Kisebbik fia, Honorius, akit 393-ban léptetett elő augustussá, a nyugati részeket kapta. A fiú mellé gyámként Stilichót jelölte. I. Theodosius a végrendeletével így valójában megpecsételte a Római Birodalom sorsát. 395-ben a két birodalomrész végérvényesen kettészakadt, és ez a Nyugatrómai Birodalom 476-ban bekövetkezett bukásához jelentősen hozzájárult.
Nagy Konstantin uralkodása alatt vált törvényessé a kereszténység gyakorlása a Római Birodalomban, ő törölte el a keresztényüldözést törvényesítő rendeleteket, és vallási toleranciát hirdetett, megszüntetve a véres és terrorisztikus állami keresztényüldözést. A kereszténységen belül az az irányzat kezdett felülkerekedni, melyből később a római és ortodox katolikus egyházak lettek; de míg ez bekövetkezett, az egyes keresztény irányzatok, szekták komoly szellemi és ideológiai harcot folytattak egymással és más filozófiai-vallási irányzatokkal. Ez a harc nem volt egyoldalú; váltakozó sikerrel és hevességgel folyt. Ebben a folyamatban I. Theodosius uralkodása alatt a kereszténység pozíciói megszilárdultak a különféle pogány restaurációs kísérletekkel szemben.

## Keresztény emlékezete

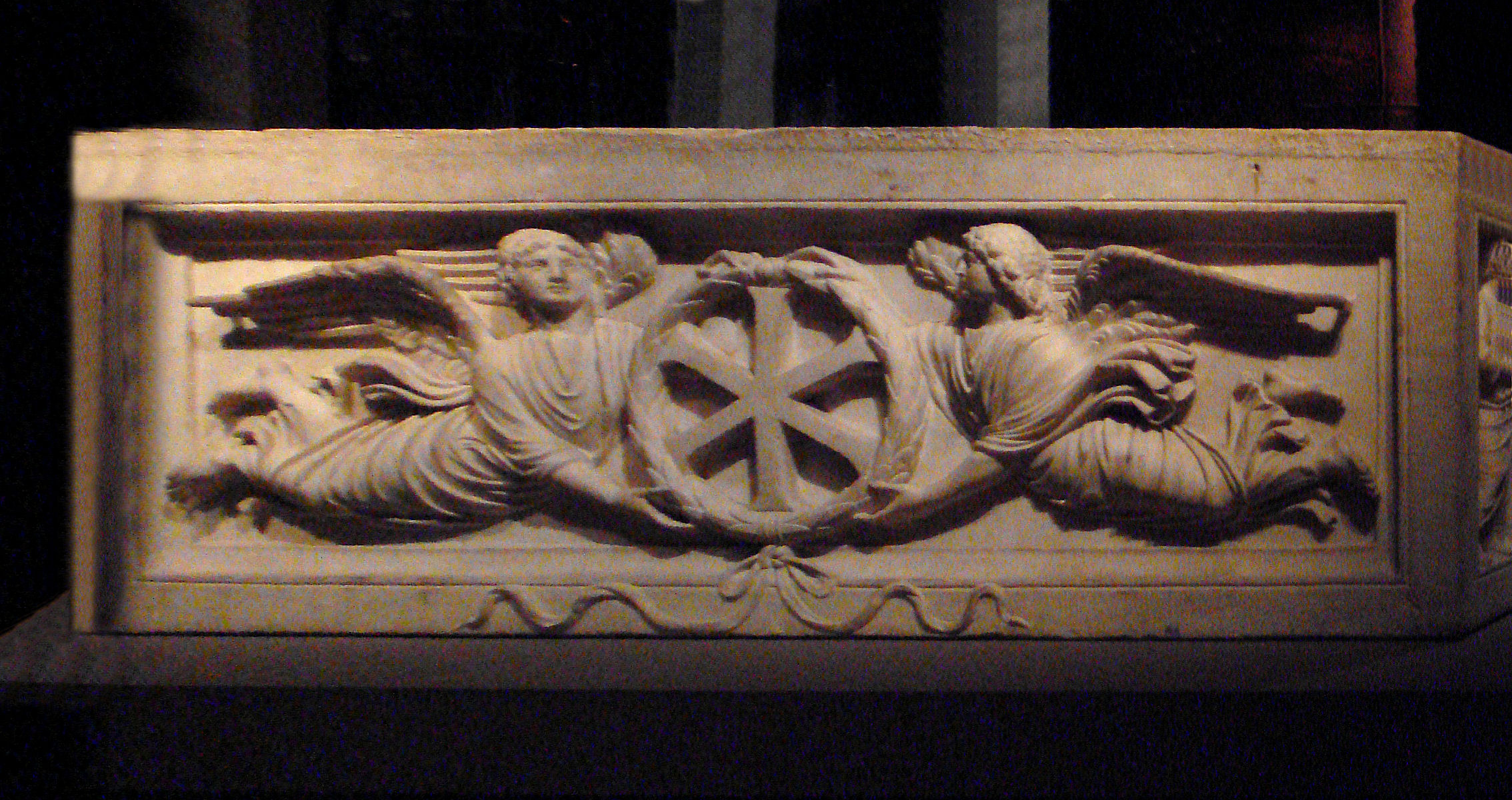
Keresztény szarkofág Konstantin kereszttel díszítve (Ieus Christos = Jézus Krisztus nevének kezdőbetűi I jóta és X = chí ,) Konstantinápoly, 400 körül

A kereszténység államvallásá tételéért és a kereszténység iránti elkötelezettségéért I. Theodosiust Hippói Szent Ágoston De civitate Dei („Az Isten városáról”) című munkájában az ideális keresztény uralkodónak festette le, s akit az egyház 451-ben a khalkédóni egyetemes zsinaton a „Nagy” jelzővel tüntetett ki.
Ezen a zsinaton fölolvasták a niceai hitvallást és I. Leó pápa levelét, amit az Atya és a Fiú személyének (hüposztatikus) egységéről Leó „Tomus”-ának hívnak. Az atyák „Ez a szentatyák és az apostolok hite. Mi is ezt hisszük. Leó által Péter szólt!” fölkiáltással egyhangúlag elfogadták a pápa tanítását.